# Ulysses G. McAlexander

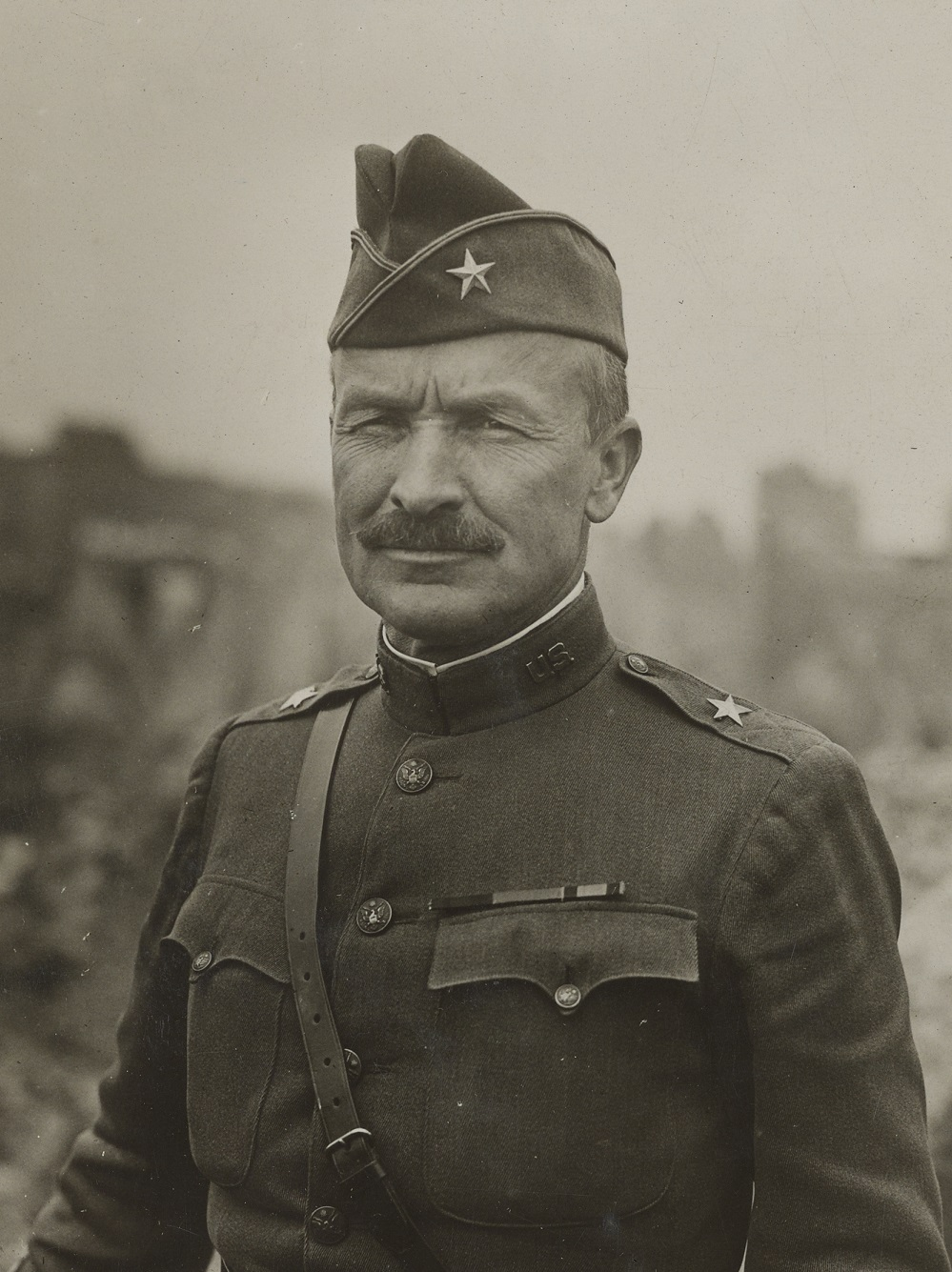
Ulysses G. McAlexander als Brigadegeneral (1918)

 Ulysses Grant McAlexander (* 30. August 1864 in Dundas, Rice County, Minnesota; † 18. September 1936 in Portland, Multnomah County, Oregon) war ein Generalmajor der United States Army. Er war unter anderem Kommandeur der 3. Infanteriedivision.
McAlexander war ein Sohn von Commodore Perry McAlexander (1829–1879) und dessen Frau Margaret Tilton (1828–1880). Er wurde nach dem Präsidenten Ulysses S. Grant (1822–1885) benannt, der zum Zeitpunkt seiner Geburt Kommandeur der Truppen der Union im Amerikanischen Bürgerkrieg war.
In den Jahren 1883 bis 1887 durchlief er die United States Military Academy in West Point. Nach seiner Graduation wurde er als Leutnant der Infanterie zugeteilt. In der Armee durchlief er anschließend alle Offiziersränge vom Leutnant bis zum Zwei-Sterne-General.
In seinen jüngeren Jahren absolvierte er den für Offiziere in den niederen Rangstufen üblichen Dienst in verschiedenen Einheiten und Standorten. McAlexander wurde zu Beginn seiner Laufbahn in den westlichen Gebieten der Vereinigten Staaten eingesetzt, wo er an der Endphase der Indianerkriege teilnahm. Dabei war er unter anderem im Dakota-Territorium und in Montana eingesetzt.
In den Jahren 1891 bis 1895 lehrte er an der Iowa Wesleyan University das Fach Militärwissenschaft. Im weiteren Verlauf seiner Karriere nahm er am Spanisch-Amerikanischen Krieg teil, wo er auf Kuba eingesetzt war. Danach nahm er am Philippinisch-Amerikanischen Krieg teil, wobei er das 28. Infanterieregiment kommandierte, das aus Kriegsfreiwilligen aus Minnesota bestand. Insgesamt war McAlexander zwischen 1900 und 1915 drei Mal auf den Philippinen stationiert. Zwischenzeitlich wirkte er auch als Dozent für Militärwissenschaft an verschiedenen Bildungseinrichtungen. Außerdem war er Stabsoffizier im Generalstab in Washington, D.C. Im Jahr 1915 war er als Stabsoffizier bei der Oregon Army National Guard. Im Juli 1916 wurde er zum Oberstleutnant befördert.
Nach dem amerikanischen Eintritt in den Ersten Weltkrieg wurde er zum Oberst befördert und mit dem Kommando über das 18. Infanterieregiment betraut, das der 1. Infanteriedivision unterstand. Mit dieser Division wurde er als Teil der American Expeditionary Forces auf den europäischen Kriegsschauplatz verlegt. Anfang des Jahres 1918 kommandierte er das 38. Infanterieregiment das der 3. Infanteriedivision unterstand. Im August 1918 erhielt er als Brigadegeneral das Kommando über eine Brigade der 90. Infanteriedivision. Ullyses McAlexander war während des Ersten Weltkriegs an mehreren Schlachten und Gefechten beteiligt. Dazu gehörten die  Schlacht an der Marne, die Schlacht von St. Mihiel und die Maas-Argonnen-Offensive.
Nach Kriegsende verblieb McAlexander bis 1919 im besetzten Deutschland. Nach seiner Rückkehr in die Vereinigten Staaten bekleidete er verschiedene Positionen. Dabei war er unter anderem zwischen Juli und Oktober 1921 Kommandeur der 5. Infanteriedivision. Zwischen November 1922 und November 1923 kommandierte er als Brigadegeneral die 3. Infanteriedivision. Es folgte eine Beförderung zum Generalmajor. Im Jahr 1924 ging er in den Ruhestand.
McAlexander verbrachte seinen Lebensabend in Newport in Oregon. Im Jahr 1934 kandidierte er erfolglos bei den Vorwahlen der Republikaner für die Gouverneurswahlen in Oregon. Er starb am 18. September 1936 und wurde auf dem amerikanischen Nationalfriedhof Arlington beigesetzt.

## Orden und Auszeichnungen
Ulysses McAlexander erhielt im Lauf seiner militärischen Laufbahn unter anderem folgende Auszeichnungen:
- Distinguished Service Cross
- Army Distinguished Service Medal
- Silver Star